# Ehemaliger Fuhlensee
Ehemaliger Fuhlensee este o arie protejată (arie specială de conservare — SAC, sit de importanță comunitară — SCI) din Germania întinsă pe o suprafață de 86 ha, integral pe uscat.

## Localizare
Centrul sitului Ehemaliger Fuhlensee este situat la coordonatele 54°07′13″N 9°08′06″E / 54.1203°N 9.135°E.

## Înființare
Situl Ehemaliger Fuhlensee a fost declarat sit de importanță comunitară în octombrie 1997 pentru a proteja 1 specie de animale. Situl a fost protejat și ca arie specială de conservare în ianuarie 2010.

## Biodiversitate
Situată în ecoregiunea atlantică, aria protejată conține 2 habitate naturale: Pajiști cu Molinia pe soluri calcaroase, turboase sau argilos-nămoloase (Molinion caeruleae), Mlaștini turboase de tranziție și turbării mișcătoare.
La baza desemnării sitului se află o specie protejată de  pești: țipar (Misgurnus fossilis)
Pe lângă speciile protejate, pe teritoriul sitului au mai fost identificate 1 specie de amfibieni.